# Politica degli Emirati Arabi Uniti

L'emblema degli Emirati Arabi Uniti.

La politica degli Emirati Arabi Uniti si svolge nel quadro di una monarchia federale, elettiva e assoluta.
Gli Emirati Arabi Uniti sono una federazione di sette monarchie assolute: Abu Dhabi, Ajman, Dubai, Fujaira, Ras al-Khaima, Sharja e Umm al-Qaywayn. Per convenzione, il sovrano di Abu Dhabi è il presidente della Federazione e capo dello Stato e il sovrano di Dubai è il vicepresidente e primo ministro.

## Ramo esecutivo
Amministrativamente, gli Emirati Arabi Uniti sono una federazione di sette emirati, ciascuno con un proprio sovrano. Il ritmo della riforma del governo locale in ogni emirato è stabilito principalmente dal sovrano. Secondo la Costituzione provvisoria del 1971, ogni emirato si riserva notevoli poteri, incluso il controllo sui diritti minerari (in particolare il petrolio) e le entrate. In questo ambiente, i poteri federali si sono sviluppate lentamente poiché ogni emirato aveva già le sue istituzioni di governo esistenti prima della fondazione del paese. La Costituzione degli Emirati Arabi Uniti, elaborata dal giurista Adi Bitar, separa i poteri in esecutivo, legislativo e giudiziario. Il potere legislativo ed esecutivo è diviso in giurisdizioni federali e locali.
La Costituzione degli Emirati Arabi Uniti prevede che i titolari degli uffici di presidente (il capo dello Stato) e vicepresidente siano eletti dai sovrani di ciascuno degli emirati che compongono il Consiglio supremo federale. Gli altri organi costituzionali sono il Consiglio dei ministri (gabinetto), guidato da un primo ministro (capo del governo); il Consiglio supremo federale; e un'assemblea nazionale di 40 membri (nota come Consiglio nazionale federale), un organo consultivo i cui membri sono in parte nominati dai sovrani degli emirati e in parte eletti; e una magistratura indipendente che include il Tribunale federale. L'emiro Zayed bin Sultan Al Nahyan fu presidente della Federazione dalla fondazione della stessa, il 2 dicembre 1971, fino alla sua morte, il 2 novembre 2004. Il suo figlio maggiore, Khalifa bin Zayed Al Nahyan, divenne presidente fino alla sua morte, 13 maggio 2022. Da quel giorno il presidente è Mohamed bin Zayed bin Sultan Al Nahyan,
Sotto l'autorità federale vi sono le responsabilità che comprendono affari esteri, sicurezza e difesa, nazionalità e immigrazione, istruzione, sanità pubblica, valuta, servizi postali, telefonici e di comunicazione, controllo del traffico aereo, licenze degli aeromobili, rapporti di lavoro, servizi bancari, delimitazione delle acque territoriali ed estradizione di criminali. Le questioni escluse dagli articoli 120 e 121 della Costituzione sono soggette alla giurisdizione dei rispettivi Emirati e sono ribadite dall'articolo 116 che stabilisce che: "gli Emirati esercitano tutti i poteri non assegnati alla Federazione da questa Costituzione". Ciò è ulteriormente ribadito dall'articolo 122, in cui si afferma che "gli Emirati sono competenti per tutte le questioni non assegnate alla giurisdizione esclusiva della Federazione, in conformità con le disposizioni dei due articoli precedenti".

## Consiglio federale supremo
Il Consiglio supremo federale è composto dai singoli sovrani dei sette emirati. Il presidente e il vicepresidente sono eletti dal Consiglio supremo ogni cinque anni. Sebbene non ufficialmente, la presidenza è di fatto ereditaria nel clan Al Nahyan di Abu Dhabi e la vicepresidenza (e di fatto la carica di primo ministro) è ereditaria nel clan Al Maktoum di Dubai.
L'articolo 47 della Costituzione stabilisce che il Consiglio ha potere nella formulazione della politica generale; nella legislazione di tutte le questioni di Stato; nella ratifica delle leggi e dei decreti federali, compresi quelli relativi al bilancio e alle questioni fiscali; nella ratifica dei trattati e degli accordi internazionali; e nella nomina del primo ministro e dei giudici della Corte Suprema. Le decisioni sono prese a maggioranza, salvo che in relazione a questioni sostanziali che richiedono un voto a maggioranza di due terzi (cinque su sette governanti), che devono comprendere Abu Dhabi e Dubai. Il Consiglio nazionale federale elegge anche il Consiglio dei ministri, mentre il Consiglio nazionale federale, composto di 40 membri provenienti da tutti gli emirati, esamina le leggi proposte.

## Consiglio dei ministri
Il Gabinetto degli Emirati Arabi Uniti (chiamato anche Consiglio dei ministri, in arabo: مجلس الوزراء) è un organo collegiale presieduto dal Primo ministro. È composto da 32 membri. Il gabinetto federale è l'autorità esecutiva della Federazione. Sotto il controllo supremo del presidente e del Consiglio supremo, gestisce tutti gli affari interni ed esteri della Federazione secondo le sue leggi costituzionali e federali. Il gabinetto è composto dal presidente (il primo ministro degli Emirati Arabi Uniti), da due vice primi ministri e da ministri. La segreteria è gestita dal segretario generale del gabinetto.

## Politica locale
Il relativo prestigio e l'influenza finanziaria di ciascun emirato si riflettono nell'assegnazione delle posizioni nel governo federale. Il sovrano di Abu Dhabi, il cui emirato è il principale produttore di petrolio degli Emirati Arabi Uniti, è il presidente della Federazione. Il sovrano di Dubai, che è il centro commerciale degli Emirati Arabi Uniti e un ex produttore di petrolio, è vicepresidente e primo ministro.
Da quando hanno ottenuto l'indipendenza nel 1971, gli Emirati Arabi Uniti hanno lavorato per rafforzare le proprie istituzioni federali. Nondimeno, ogni emirato conserva ancora una sostanziale autonomia e il progresso verso una maggiore integrazione federale è rallentato negli ultimi anni. Un concetto di base nello sviluppo del governo degli Emirati Arabi Uniti come sistema federale è che una percentuale significativa delle entrate di ciascun emirato deve essere destinata al bilancio centrale.
Sebbene la complessità del governo locale differisca a seconda delle dimensioni e dello sviluppo di ciascun emirato, la maggior parte (come Abu Dhabi, Dubai, Sharja e Ajman) ha propri consigli esecutivi presieduti dai rispettivi sovrani e i loro membri sono in possesso di vari portafogli che rispecchiando i ministeri federali. Esistono anche varie agenzie autonome come l'Agenzia per l'ambiente, l'Autorità per il turismo, l'Autorità per la cultura e il patrimonio e l'Autorità sanitaria. Abu Dhabi è diviso in due regioni (occidentale e orientale) e le città di Abu Dhabi e al-'Ayn sono amministrate da un consiglio comunale. Abu Dhabi e Sharja hanno dei loro consigli consultivi nazionali con funzioni locali e ruoli simili al Consiglio nazionale federale.
È da tempo tradizione regionale che i governanti intrattengano discussioni aperte con i loro sudditi, siano essi cittadini comuni, mercanti o membri di élite. Spesso questo forum è presieduto dai sovrani degli emirati e dai membri anziani della famiglia. Questi majlis, o consultazioni, si tengono periodicamente ma il sovrano può anche nominare un governatore, o wali, a cui la popolazione può rivolgersi quando è necessario. Questo individuo è spesso considerato una figura tribale di primo piano la cui fiducia è posta dalla sua tribù e dal sovrano.

## Legislatura
Il Consiglio nazionale federale (al-Majlis al-Watani al-Ittihadi) è l'organo legislativo degli Emirati Arabi Uniti ed è composto da 40 membri. La metà è nominata dai sovrani dei rispettivi emirati e detiene il potere politico del consiglio. L'altra metà, che ha solo compiti di consulenza e dura in carica due anni, è eletta da un collegio elettorale di 6 689 membri i cui membri sono nominati dagli emirati. Ai membri è richiesto di essere cittadini dell'emirato che rappresentano, avere almeno venticinque anni ed essere alfabetizzati. I membri del Consiglio nazionale federale sono tratti da ciascun emirato in base alla popolazione. Il presidente del Consiglio è eletto tra i membri dello stesso. Il consiglio svolge i principali compiti consultivi del paese e ha sia un ruolo legislativo e di vigilanza previsto dalla Costituzione. Ha l'autorità di esaminare e modificare qualsiasi proposta di legge federale ma non può porre il veto sulle proposte di legge. Può anche mettere in discussione tutti i ministri sulle prestazioni del ministero.
I partiti politici sono vietati.
Dalla formazione del Consiglio, i presidenti sono stati:
Thani Abdullah Humaid, Taryam bin Omran Taryam, Hilal bin Ahmed bin Lootah, Al Haj bin Abdullah Al Muhairbi, Mohammed Khalifa Habtour, Saeed Mohammad Al Gandi, Abdul Aziz Al Ghurair, Mohammad Al-Murr e Amal Al Qubaisi dal 2015.
Dopo l'ascesa al trono di Dubai e l'elezione a Primo ministro della Federazione di Mohammed bin Rashid Al Maktum, gli Emirati hanno mosso i primi passi verso le elezioni indirette per il parlamento nazionale. Il fatto fu annunciato il 2 dicembre 2005, giorno della Festa Nazionale, dall'emiro Khalifa bin Zayed Al Nahyan. Le nuove riforme prevedevano che ciascun sovrano selezionasse un collegio elettorale per il suo rispettivo emirato basato sulla popolazione che avrebbe eletto i deputato: Abu Dhabi e Dubai - 8; Sharjah e Ra's al Khaimah - 6; Fujairah, Ajman, e Umm al Qaiwain: 4. Questi collegi avevano la responsabilità di eleggere metà dei membri del Consiglio nazionale federale per il proprio emirato. L'altra metà sarebbe stata nominata dall'emiro. Venne quindi creato un comitato elettorale nazionale e le prime elezioni si tennero a metà dicembre del 2006.
L'obiettivo è che i membri del Consiglio siano interamente eletti. Tuttavia, in un paese con una lunga tradizione monarchica, la riforma è considerata efficace quando è graduale. Ulteriore considerazione viene data alla formulazione di un processo elettorale locale.

## Magistratura federale
Il potere giudiziario federale è un organismo costituzionale completamente indipendente (ai sensi dell'articolo 94) e comprende la Corte suprema federale e tribunali di primo grado. Il Consiglio supremo federale nomina cinque giudici presieduti da un presidente. I giudici sono responsabili di decidere se le leggi federali siano costituzionali e di mediare le controversie tra gli emirati. Possiede anche l'autorità per giudicare casi che coinvolgono funzionari di alto livello e funzionari federali. Sebbene si applichi la legge laica, la base della legislazione è la shari'a (legge islamica) e coinvolge tre delle quattro scuole di interpretazione: malikita, hanbalita e sciafeita.

## Riforma politica
All'inizio del 2007, gli Emirati Arabi Uniti lanciarono la "Strategia Governativa degli Emirati Arabi Uniti" per gli anni a venire, che copriva ventuno temi in sei diversi settori tra cui sviluppo sociale, sviluppo economico, sviluppo del settore pubblico, giustizia e sicurezza, sviluppo delle infrastrutture e delle aree rurali. L'iniziativa intende rivalutare e far progredire questi settori verso i migliori standard globali, facilitando una migliore cooperazione continua tra i governi federale e locale con maggiore efficienza, formazione, emancipazione, responsabilizzazione del ministero, miglioramento dei servizi, miglioramento del servizio civile e revisione della legislazione.
Successivamente, Abu Dhabi annunciò l'attuazione della propria politica per modernizzare le pratiche della pubblica amministrazione e le prestazioni del governo nel biennio 2007-2008. Furono elaborati piani di rivalutazione in settori quali economia, energia, turismo, sanità, istruzione, lavoro, servizi civili, cultura e patrimonio culturale, buon controllo, pianificazione urbana, trasporti, ambiente, salute e sicurezza, affari municipali, polizia e servizi di emergenza, governo elettronico, donne e riforma legislativa. Abu Dhabi spera che i progressi verso gli standard globali in queste aree miglioreranno la qualità dei servizi per i suoi residenti e attireranno futuri investimenti per la modernizzazione dell'emirato.

## Partecipazione internazionale
- Agenzia internazionale per l'energia atomica
- Agenzia internazionale per lo sviluppo
- Banca araba per lo sviluppo economico in Africa
- Banca africana di sviluppo
- Banca internazionale per la ricostruzione e lo sviluppo
- Banca islamica per lo sviluppo
- Conferenza delle Nazioni Unite sul commercio e lo sviluppo
- Consiglio dell'Unità Economica Araba
- Consiglio di cooperazione del Golfo
- Comitato Olimpico Internazionale
- Commissione economica e sociale per l'Asia Occidentale
- Croce Rossa e Mezzaluna Rossa Internazionale
- FAO
- Federazione internazionale delle società di Croce Rossa e Mezzaluna Rossa
- Fondo arabo per lo sviluppo economico e sociale
- Fondo internazionale per lo sviluppo agricolo
- Fondo monetario arabo
- Fondo Monetario Internazionale
- G77
- Inmarsat
- Intelsat
- Interpol
- Lega araba
- Movimento dei paesi non allineati
- Organizzazione dei Paesi Arabi Esportatori di Petrolio
- Organizzazione della cooperazione islamica
- Organizzazione delle Nazioni Unite
- Organizzazione delle Nazioni Unite per lo sviluppo industriale
- Organizzazione idrografica internazionale
- Organizzazione internazionale dell'aviazione civile
- Organizzazione internazionale del lavoro
- Organizzazione internazionale per la normazione (corrispondente)
- Organizzazione marittima internazionale
- Organizzazione meteorologica mondiale
- Organizzazione mondiale del commercio
- Organizzazione mondiale della sanità
- Organizzazione mondiale delle dogane
- Organizzazione per la proibizione delle armi chimiche
- Organizzazione mondiale per la proprietà intellettuale
- Società finanziaria internazionale
- UNESCO
- Unione internazionale delle telecomunicazioni
- Unione postale universale